# Алтуна (Флорида)
Алтуна (англ. Altoona) — переписна місцевість (CDP) в США, в окрузі Лейк штату Флорида. Населення — 98 осіб (2020).

## Географія
Алтуна розташована за координатами 28°58′7″ пн. ш. 81°38′53″ зх. д. / 28.96861° пн. ш. 81.64806° зх. д. (28.968733, -81.648092).  За даними Бюро перепису населення США в 2010 році переписна місцевість мала площу 1,29 км², з яких 1,16 км² — суходіл та 0,14 км² — водойми.

## Демографія
Згідно з переписом 2010 року, у переписній місцевості мешкало 89 осіб у 41 домогосподарстві у складі 20 родин. Густота населення становила 69 осіб/км².  Було 48 помешкань (37/км²).
Расовий склад населення:
| - 98,9 % — білих - 1,1 % — азіатів |

До двох чи більше рас належало 0,0 %. Частка іспаномовних становила 1,1 % від усіх жителів.
За віковим діапазоном населення розподілялося таким чином: 19,1 % — особи молодші 18 років, 57,3 % — особи у віці 18—64 років, 23,6 % — особи у віці 65 років та старші. Медіана віку мешканця становила 48,2 року. На 100 осіб жіночої статі у переписній місцевості припадало 122,5 чоловіків;  на 100 жінок у віці від 18 років та старших — 125,0 чоловіків також старших 18 років.
Середній дохід на одне домашнє господарство  становив 43 609 доларів США (медіана — 46 343), а середній дохід на одну сім'ю — 40 379 доларів (медіана — 46 125). За межею бідності перебувало 14,6 % осіб, у тому числі 14,0 % дітей у віці до 18 років та 0,0 % осіб у віці 65 років та старших.
Цивільне працевлаштоване населення становило 40 осіб. Основні галузі зайнятості: будівництво — 67,5 %, освіта, охорона здоров'я та соціальна допомога — 15,0 %.